# Charles Bignon
Pour les articles homonymes, voir Bignon.
Charles Bignon est un homme politique français, né le 4 août 1921 à Paris et mort le 29 mars 1980 à 1 h 45 du matin sur l'autoroute A10 à Saint-Martin-de-Bréthencourt, dans les Yvelines,, à quelques kilomètres à l'ouest de Dourdan.
Il est le père du député puis sénateur de la Somme Jérôme Bignon.

## Biographie
Il est conseiller technique au ministère de l'Industrie et membre de l'UDR puis du RPR. Il commence sa vie politique en se faisant élire maire de  Bernapré en 1957. Il se présente aux élections législatives de 1962  dans la 3e circonscription de la Somme  mais n'est pas élu.  En 1964, il est élu conseiller général du canton d'Oisemont. Il est également vice-président du conseil régional de Picardie de 1973 à 1976. Il est député de la 3e circonscription de la Somme de 1968 à 1978.
En 1980, il est président de la commission des conflits du RPR.
Il meurt sur l’autoroute A10 à proximité de Rambouillet, à la limite du département des Yvelines et de l'Essonne, carbonisé dans son véhicule. L'enquête est confiée au parquet de Versailles,.

## Circonstances de la mort de Charles Bignon
L'enquête montre que, en rentrant d’Orléans dans la nuit du 28 au 29 mars 1980 vers 1 h 45 du matin, Charles Bignon a eu une violente dispute avec sa passagère. Celle-ci lui a alors demandé à être déposée au bord de l’autoroute, en pleine campagne. Une fois la passagère descendue du véhicule, celui-ci qui se trouvait tous feux éteints, sur la voie lente de circulation, fut percuté par un poids lourd danois, roulant normalement sur la voie lente. La voiture de Charles Bignon fut trainée sur plusieurs dizaines de mètres, puis s'embrasa, carbonisant entièrement le corps de l’ancien député, rendant ainsi son autopsie impossible.
Certains dont la fille du ministre Robert Boulin — Fabienne Boulin-Burgeat — affirment que Charles Bignon aurait été assassiné, car, selon le témoignage controversé de Hermann Stromberg, il aurait été un des premiers témoins de la découverte du corps de Robert Boulin, la veille de sa découverte officielle dans l’étang Rompu (forêt de Rambouillet),. Pour étayer la thèse de l'assassinat, Fabienne Boulin s'appuie sur une « note blanche » des Renseignements généraux datée du 28 mai 1982. Cette note « met sérieusement en doute la thèse de l'accident du député, écrit l'auteur. Curieusement, elle figure au dossier judiciaire de mon père ; tout aussi curieusement, elle n'a jamais été exploitée ».
La thèse de Fabienne Boulin-Burgeat est réfutée par Jérôme Bignon, fils de l'ancien député et ancien député de la Somme lui-même : « Lorsque mon père est décédé en 1980, j’avais déjà sept ans de barreau derrière moi. En tant qu’avocat, je connaissais déjà bien le système. Alors croyez bien que si j’avais eu le moindre doute sur les circonstances de sa mort, je ne me serais pas contenté d’en rester là. J’admirais mon père, et je n’ai pas à couvrir je ne sais quel truc par devoir politique » s’insurge Jérôme Bignon, qui trente ans après, s’étonne toujours que le décès de son père refasse surface régulièrement, et notamment dans le livre de Fabienne Boulin. « La théorie du complot, c’est un fantasme » assure le député. « Je sais dans quelles conditions mon père est mort, j’ai eu le dossier entre les mains. C’est irréfutable, il n’est pas mort assassiné. » Il ajoute : « Mme Boulin ferait bien de laisser les morts en paix ».
Après dix jours d'enquête, le parquet de Versailles a effectivement décidé, le 10 avril 1980, de ne procéder à aucune inculpation. « Il s'agit d'un accident de la circulation tout à fait banal et il n'y a aucun mystère autour des circonstances de la mort de cet ancien parlementaire », précise-t-on au palais de justice.